# Веригите на Свети Петър
„Веригите на Свети Петър“ (на гръцки: Μονή αλύσεως Αποστόλου Πέτρου или Μονή προσκυνήσεως της αλύσεως του Αποστόλου Πέτρου) е бивш православен манастир на Метеора, Гърция. Днес от него са останали руини.